# Rito Schröder

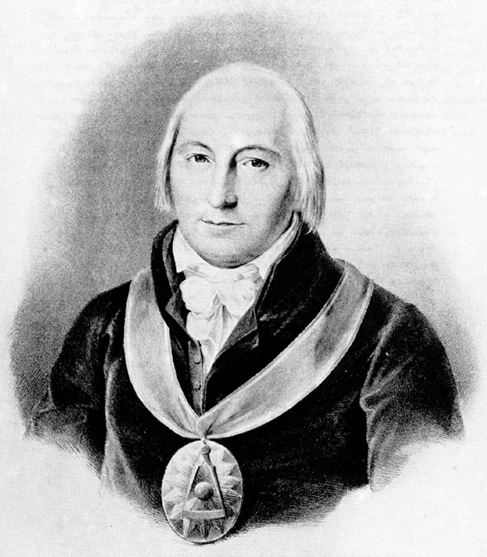
Criador do Rito que depois foi chamado de Rito de Schröder

Rito Schröder (em alemão: Schrödersche Lehrart). Este é um ritual maçônico utilizado por várias lojas na Alemanha. Criado por Friedrich Ulrich Ludwig Schröder e submetido aos Mestres de Hamburgo em 29 de junho de 1801, que o adotaram por unanimidade, desde logo, conquistou numerosas Lojas em toda a Alemanha e em outros países, onde passou a ser praticado, principalmente, por maçons de origem alemã e logo recebeu o cognome de seu fundador, rito schröder.

## A maçonaria alemã
Diz-se que a Maçonaria apareceu na Alemanha em 1727, com a fundação da Loja "Charles die reunion" ("Carlos a reunião"), no Oriente de Manheim pelo Conde de Schaumburg, Irmão Albrecht Wolfgang. Contudo, a Loja trabalhou a descoberto, não tendo registro de reconhecimento. O nome francês pode ter sido a causa. A Loja número um da Alemanha é a Loja "Absalon Zu Den Drei Nesseln Nº 1" ("Absalon às Três Urtigas") de Hamburgo, fundada em 06 de dezembro de 1737 com o nome de Loge d' Hambourg e assim denominada até 1743. Loja na qual Frederico, o Grande, foi recebido. Esse evento foi um sinal. Em seguida, novas Lojas foram fundadas em todas as cidades maiores da Alemanha dando vigor à Maçonaria Alemã.

## O rito da estrita observância
Foi o Barão de von Hundt que, em 1764, estabeleceu firmemente a influência dos Templários dentro da tradição maçônica e divulgou nas Lojas Alemãs as práticas do Capítulo de Clermont, sob o título de "Stricte observance templière" ou "Den strikte observans", também conhecido como "Rituais latinos da observância rigorosa". Essa prática ressuscitara a Antiga Cavalaria que com seus coloridos e sugestivos graus, trouxe com elas todas as adulterações que, de forma crescente, tiveram ingresso aos ensinamentos puros do Antigo Ritual Inglês, desviando a Maçonaria e os maçons do seu simbolismo de origem. Essa época foi denominada como o "grande desvio".
Esses distúrbios levaram, em 1775, a realização de uma Convenção em Wiesbaden e outra, em 1782, em Wilhelmsbad, próximo à Hanau, quando foi fixado como objetivo da Maçonaria alemã, o aperfeiçoamento moral com base na religião cristã; porém simultaneamente também a ainda não completamente apagada preferência pela coletividade de cavaleiros (isto é, nobreza), fundava um novo grau – "Cavaleiros da Beneficência". Neste sistema de Wilhelmsbad ou sistema "Escocês Retificado" mesmo os sóbrios e democráticos Irmãos de Hamburgo não se abstiveram de desfilar como "Muito Excelente Cavaleiro Templário."

## Processo de formação do rito

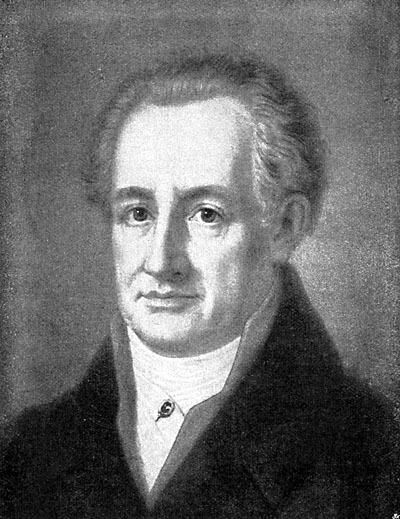
Goethe foi um dos colaboradores de Schröder na criação do Engbundes

Com o estado de declínio do rito da estrita observância templária e a influência do nacionalismo alemão, fez com que Ludwig Schröder inspirar-se em dar um novo ritual à maçonaria Alemã. Que segundo suas concepções e intenções representasse uma maçonaria moderna.
Em 1789, diante da febre de reformas que se apodera da Maçonaria Alemã, quando as Lojas de Hamburgo alteraram as cerimônias, símbolos e insígnias, Ludwig Schröder perseverante, estudioso e incansável, sentiu que este caminho seria a ruína da Instituição e opôs-se tenazmente aos reformistas, com seus propósitos.
Convencido da necessidade urgente de reformular a Maçonaria Alemã, através do restabelecimento da prática da verdadeira e antiga Maçonaria, Ludwig Schröder começou em Hamburgo, no ano de 1790, a elaborar um novo ritual para a Grande Loja Provincial da Baixa-Saxônia, subordinada à Grande Loja de Londres, isto é a Grande Loja dos Modernos como assim diziam os que se intitulavam "Antigos", que não possuía um Ritual escrito em inglês com um texto autêntico.

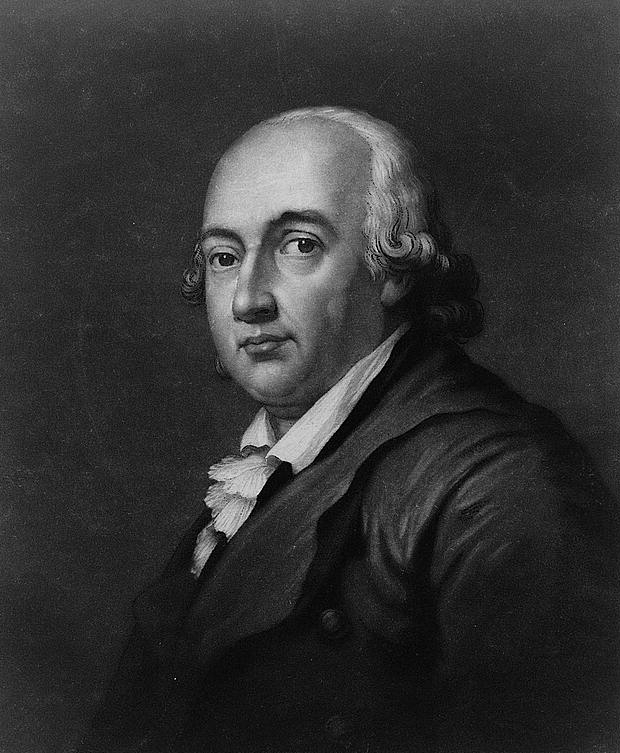
Johann Gottfried von Herder contribuiu em todo o trabalho da elaboração do rito Schröder

A reação de Ludwig Schröder fez com que os maçons de Hamburgo verificassem que havia necessidade de expurgar todas as excentricidades e vícios que estavam desnaturalizando a Maçonaria. Com isto criaram uma "Comissão de Estudos", confiaram-lhe a presidência da mesma. Um dos principais parceiros de Schröder na criação de seu método de ensino foi o teólogo Johann Gottfried von Herder, em Weimar, durante muitos anos eles trocaram pontos de vista. Isso levou-o a abolir todos os enxertos que já tomava a Maçonaria Alemã.
Ele sentia profundamente que princípios éticos e morais eram a essência da Maçonaria e ele os formulava com grande cuidado e em colaboração com os mais educados maçons do seu tempo.

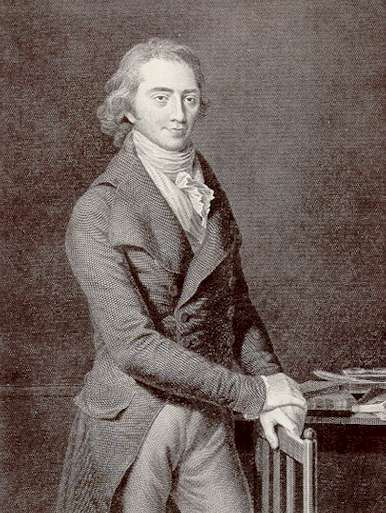
Christoph Wilhelm Hufeland, foi um dos cooperadores na elaboração do ritual

Isto dá ao seu Ritual um caráter particular próprio, expressando tendências espirituais da Alemanha por volta do século XVIII. A tendência para a Maçonaria Cavalheiresca ou Templária com um forte conteúdo – "Católico e Anglicano", decorrente dos Ritos Sueco, Zinnendorf (...) tinham desaparecidos. Fortaleceu-se a tendência de que moral elevada e princípios éticos deveriam ser as essências características da Arte Real.
Em 29 de junho de 1801, na magnífica sessão em que os Veneráveis Mestres das Lojas de Hamburgo aprovaram por unanimidade o novo Ritual, estava na verdade reunida a Grande Loja Provincial de Hamburgo e da Baixa-Saxônia, no que hoje chamaríamos de Assembléia Geral. Este fato por si só atesta a regularidade e a importância que o novo ritual teve já no seu nascimento oficial. Seu idealizador, Ludwig Schröder, ocupava o cargo de Deputado do Grão-Mestre, que era o maçom ilustre e celebrado Dr. Beckmann, e as Lojas de Hamburgo o adotaram por unanimidade.

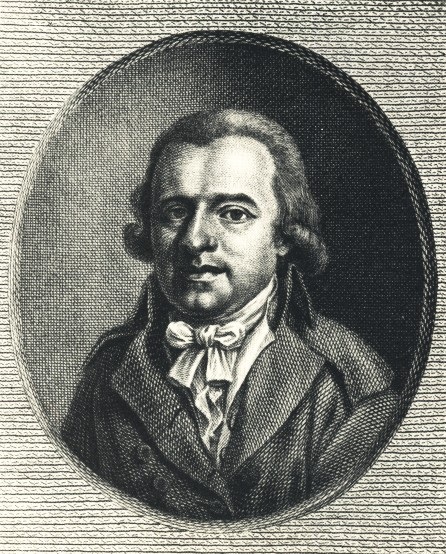
O filosofo e escritor Karl Leonhard Reinhold, foi outro integrante da equipe de elaboração do rito

Depois de mais uma revisão de certas passagens, que não tinham concordâncias com a cerimônia, foi impressa uma edição limitada para todas as Lojas de Hamburgo. Desta edição existe somente uma cópia pertencente a uma Loja na cidade de Celle, cujo exemplar felizmente tem sido possível estudar. Por sua simplicidade e beleza, desde logo conquistou numerosas Lojas em toda a Alemanha e em outros países, onde passou a ser praticado, principalmente, por maçons de origens alemãs e logo recebeu o cognome de seu criador - rito Schröder.
Por causa das perseguições nazistas a Grande Loja de Hamburgo foi extinta da Alemanha em 1932. Após o período nazista a maior parte dos seus membros se integraram a Grande Loja dos Antigos Maçons Livres e Aceitos da Alemanha.
O Rito Schröder realmente ocupa uma posição de destaque entre os ritos maçônicos, pela concordância com o Rito da Grande Loja Mãe da Inglaterra, pela concordância com a mais antiga e verdadeira maçonaria, pela ritualística feita de forma perene ou meditativa, pela estimulação a pesquisa, pela eliminação de todos os adiantamentos inseridos no final do século XVIII, e pelo brilho da linguagem clássica do alemão presente em seu cerimonial.

## Trajetória

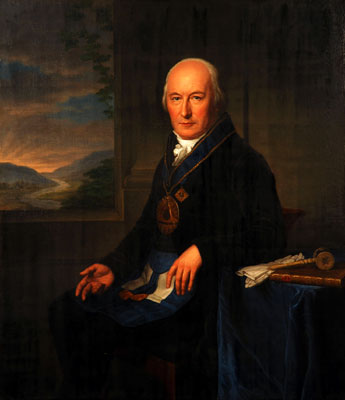
Grão Mestre Friedrich Ludwig Schröder

Ludwig Schröder foi proposto a maçonaria pelo também maçom Johann Joachim Christoph Bode, e iniciado aos 30 anos de idade, em 1774 no Rito da Estrita Observância Templária, na Loja "Emanuel Zur Mainblumen", de Hamburgo, onde em 1787 foi eleito Venerável Mestre.

## Influencias
- Antigo ritual inglês...[8]
- Humanismo alemão.[9]
- Iluminismo alemão.[10]

## Filosofia
...Em 1789 membros da grande loja de hamburgo iniciaram uma profunda discussão filosófica sobre o conteúdo dos rituais existentes.
Esta discussão tinha como objetivo principal dar uma resposta à proliferação dos altos graus dentro da Grande Loja de Hamburgo, isto inspirado nos graus simbólicos do antigo ritual inglês (...) adaptando-o para a cultura e idioma do povo anglo saxão contemporâneo.
Mesmo pertencendo a um país dominado pela influência católica e protestante não é encontrado neste rito uma defesa explícita a uma religião particular. Com o Édito de Potsdam e as reformas laicas de Frederico II surgiu uma mentalidade renovada na Alemanha, influenciando o ritual de Schröder que foi o mais tolerante de todos os praticados na Alemanha de sua época, alias muitos dos seus integrantes eram iluministas e iluminastes.
Com a influência do humanismo e iluminismo este rito não se restringiu a metafísica (ocultismo/esoterismo) como em outros ritos alemães. Por causa disto ele possui características do ecletismo racionalista, na Alemanha ele também era popular entre os círculos dos maçons liberais, além de teistas havia muitos membros que eram defensores do deísmo e panteísmo.
Para Ludwig Schröder a maçonaria era uma fraternidade que deveria abrigar homens virtuosos e livres de dogmas, isto incluem homens de diferentes partidos políticos e etnias raciais.
Este rito representa o pensamento do homem na idade moderna, diferente das antigas ordens de cavalaria da Idade Média. A maçonaria era vista por seus elaboradores como uma escola iniciática, simbólica e filosófica.
Seus criadores mantiveram-se fieis às cerimônias do antigo ritual maçônico, vistos como um conjunto de tradições, costumes e regras sociais...

## Graus simbólicos e sua essência
Com base nos resultados obtidos de suas pesquisas ele escreveu um ritual maçônico focado no que dizia ser as essências da fraternidade: "a tolerância, e o pensamento humano". Este é um dos ritos mais autênticos que formam os três primeiros graus simbólicos, pois a maçonaria de fato é formada pelos três primeiros graus.
1. - Aprendiz
2. - Companheiro
3. - Mestre

Ludwig Schröder dizia em uma de suas frases: "com o mestre o círculo completo", ele queria dizer que os primeiros rituais da maçonaria Inglesa possuíam apenas os três graus simbólicos, já os demais graus anexos ao de Mestre fazem parte de um corpo auxiliar, "onde o maçom permanece nestes graus adicionais com o mesmo nível de 'mestre' da loja simbólica".

## Colégio de Estudos do Rito Schröder no Brasil
Em 2014, na cidade de Curitiba por ocasião do V Seminário Nacional, o Colégio de Estudos do Rito Schröder alterou sua denominação para o nome como era conhecido o maior organizador do Rito Schröder no Brasil, o saudoso e Venerabilíssimo Irmão Antonio Gouveia Medeiros, passando a ser intitulado: “Colégio de Estudos do Rito Schröder – Ir Gouveia”. Tem atualmente em sua Diretoria os Veneráveis Irmãos Ari de Sousa Lima, Luiz Roberto Voelcker, João Paulo Deluque Rufatto, Márcio Fleck 'Cercato' e Victor Mello Guimarães 'Mautone'.
O Colégio foi fundado ao Oriente de Florianópolis aos 26 dias do mês de maio de 1997 pelos Veneráveis Irmãos Antonio Gouveia Medeiros, ex-G.M. (†); Gert Odebrecht, ex-V.M. (†); e Friedrich Carl Franzke, ex-V.M., para apoiar as Lojas “Treue Freundschaft” (“Fiel Amizade”, fundada em 03/09/1993) e “Estrela Matutina” (fundada em 29/07/1996) e, mais tarde, ampliou o seu trabalho dando suporte ritualístico para as Lojas do Rito Schröder em todo o Brasil.
Após o Seminário de Porto Alegre em 1998 decidir que o “Ritual de 1960” seria o Ritual base para as Lojas brasileiras do Rito, o trabalho do Colegiado Diretor voltou-se para a tradução e adequação do Ritual de Schröder de 1960, segundo as instruções da Loja “Absalom zu den drei Nesseln n° 1 (Absalom das três Urtigas n° 1)” do Oriente de Hamburgo na Alemanha. Este Ritual, conhecido como “O Ritual da Absalom”, vigora na maioria das Lojas do Rito em nosso país a partir da tradução dos saudosos IIr. Gerhard Ludwig Reeps e Kurt Max Hauser para a GLMERGS, que foi adotada pela Grande Loja em 1982.
O Colegiado Diretor inicialmente teve suas reuniões dedicadas à tradução dos escritos em Alemão, procurando estabelecer o real significado de cada expressão, para manter os verdadeiros traçados de sua origem.
Os Irmãos que compõem o Colégio de Estudos têm participado dos vários Seminários promovidos pelas Lojas Schröder, onde comparecem Irmãos de todo país para discutirem as formas mais viáveis de adoção dos cerimoniais, tendo em vista a unificação de procedimentos, de pensamentos e a fidelidade às tradições existentes, refletidas na maneira de sua execução.
No trabalho que o Colégio vem realizando, tem sido buscada maior aproximação com as suas origens, bem como a melhor adequação aos antigos usos e costumes, detalhados no tocante as ideias de Friedrich Ludwig Schröder, sendo esta preocupação caracterizada no desenvolvimento estrutural do ritual. Contudo, a busca é incessante, porque o homem e a sociedade evoluem constantemente.
O Colégio conta com a participação de membros da Maçonaria Alemã, como o Ir. Bernhard Jürgens, ex-Venerável Mestre da Loja Absalom e Mestre Instrutor do Distrito de Hamburgo e do Ir. Hartmut Jentzsch, da Loja Zum Schwarzen Baer (Ao Urso Negro) do Or. de Hannover e membro do Colégio Ritualístico da Grande Loja dos Maçons Antigos, Livres e Aceitos da Alemanha, que não tem medido esforços para atender as nossas solicitações.
Um dos pilares do Colégio de Estudos do Rito Schröder – Ir. Gouveia – é que somente Mestres Maçons das Potências GOB; Grandes Lojas (CMSB) e Grandes Orientes Independentes (COMAB) sejam aceitos em seu Grupo de Estudos.
Outro pilar fundamental é que as recomendações oriundas dos estudos e debates do Colégio sejam analisadas pelas Lojas do Rito e, se as Lojas assim o deliberarem, posteriormente levadas ao seu respectivo Grão-Mestre, maior autoridade litúrgica do Rito, para que sejam analisadas e, a critério do Grão-Mestre, homologadas.

## Sobre o rito

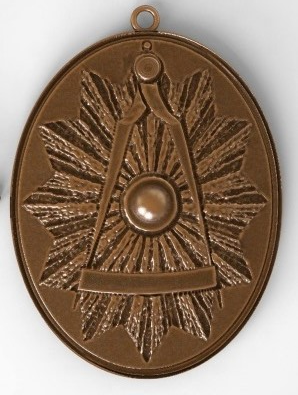
Jóia simbólica de Grão Mestre usada por Schröder

O Rito Schröder não possui graus filosóficos visto que a sua filosofia já é encontrada nos três graus simbólicos ou de São João! Também conhecidos como graus de loja "azul".
Porém alguns autores desinformados insistem em publicar inverdades como por exemplo: "O rito teria afora os três graus simbólicos, mais quatro graus superiores, quais foram abandonados com o tempo". Os auto-graus citados de forma errônea pertenciam a estrita observância templária do qual Ludwig Schröder foi membro.
O rito de Ludwig Schröder também é chamado de Rosa-Cruz Retificado. Porém não deve ser confundido com o rito maçónico estabelecido em Marburg por Friedrich Joseph Wilhelm Schröder, fundado em 1766, e nomeado de "Os antigos e verdadeiros maçons rosacruzes", este foi um ritual dedicado ao misticismo (...) e não obteve grande êxito. Diferentemente do propósito eclético e do pensamento humanista encontrado no ritual criado por Ludwig Schröder, que sob sua administração adquiriu muito prestígio e influência.
Estes ritual esta de acordo com a Constituição de 1723 da Grande Loja de Londres! É uma síntese de elementos básicos da teosofia e também um resumo da simbologia gnóstica. 

## Escola maçónica para mestres

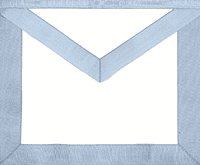
Paramento maçónico usado no rito

Ludwig Schröder criou a escola alemã de estudos sobre os rituais maçônicos (Engbunds). O propósito da criação desta escola de mestres foi o estudo sobre diversos rituais maçônicos, dos mais modernos aos mais antigos já praticados.
O colégio de estudos foi formado em 1802 para realizar uma investigação séria da história maçônica, desde suas origens até aquele momento. Isto não só incluem as edições como também a degeneração que a fraternidade sofreu com o tempo.